# Saxofone
Saxofone, também conhecido popularmente como sax, é um instrumento de sopro patenteado em 1846 pelo belga Adolphe Sax, um respeitado fabricante de instrumentos, que viveu na França no século XIX. Os saxofones são instrumentos transpositores, ou seja, a nota escrita não é a mesma nota que ouvimos (som real ou nota de efeito). A maior parte dos saxofones são em Si♭ (como o saxofone tenor) ou em Mi♭ (como o saxofone alto e o barítono). O soprano é normalmente em Si♭.

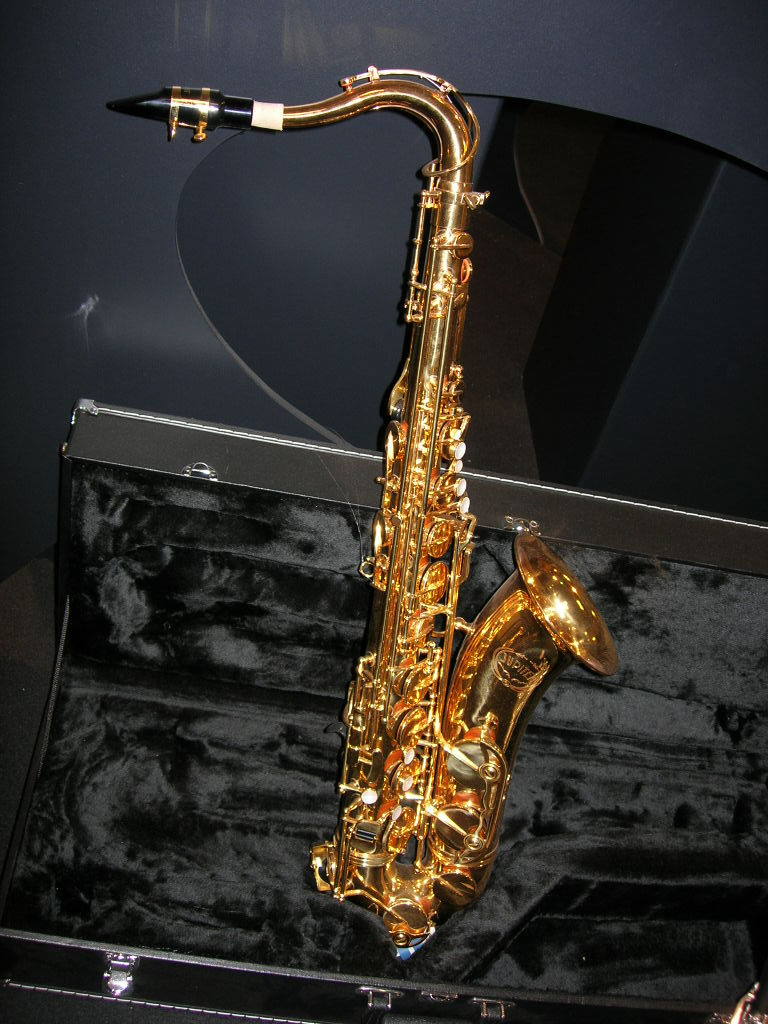
Saxofone tenor em exposição

## História
Ao contrário de muitos dos modos de instrumentos tradicionais, que para chegar aos seus formatos atuais foram evoluídos de instrumentos mais antigos, dos quais muitas vezes não se conhece o inventor, o saxofone foi um instrumento deliberadamente inventado. Seu inventor foi o belga Antoine Joseph Sax, mais conhecido pela alcunha de Adolphe Sax. Filho de um fabricante de instrumentos musicais, Adolphe Sax aos 25 anos foi morar em Paris, onde começou a trabalhar no projeto de novos instrumentos. Ao adaptar uma boquilha semelhante à do clarinete a um oficleide, Sax teve a ideia de criar o saxofone. A data exata da criação do instrumento foi em 28 de junho de 1841.[carece de fontes?]
Ao longo do tempo, diversas modificações foram feitas, como a chave de registro automática, introduzida no início do século XX em substituição às duas chaves de registro que deveriam ser alternadas manualmente pelo instrumentista. Entretanto, as características gerais do instrumento permanecem as mesmas dos originais criados por Adolphe Sax.

## Construção
O saxofone é um instrumento fabricado em metal, geralmente latão, com chaves, numa mecânica semelhante à do clarinete e à da flauta. É composto basicamente por um tubo cônico, com cerca de 26 orifícios que têm as aberturas controladas por cerca de 23 chaves vedadas com sapatilhas feitas de couro e uma boquilha que pode ser de metal ou de resina, na qual se acopla uma palheta de bambu ou de material sintético. 

## A família do saxofone

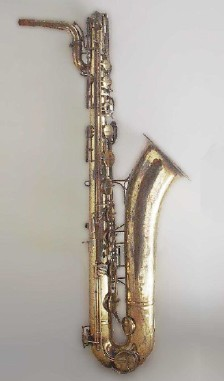
Um saxofone barítono

A família do saxofone é extensa. Todos os membros compartilham a mesma digitação e a escrita é sempre em clave de sol, variando a transposição de acordo com o registro do instrumento. Dentre os sete instrumentos originalmente produzidos (família de Banda militar dos saxofones), há:
- Saxofone sopranino - É o segundo membro mais agudo da família dos saxofones (atrás somente do recém criado saxofone sopraníssimo, também conhecido como Saxofone soprillo). É afinado em E♭ ou, raramente, em F. Seu corpo é reto.
- Saxofone soprano - É o integrante mais agudo do quarteto de saxofones clássico.[1] Afinado em B♭. Há também sopranos afinados em C, mas são muito raros. O tradicional é o de corpo reto, mas há também sopranos curvos. Alguns possuem uma chave a mais para o alcance do A mais agudo.
- Saxofone alto - Um dos tipos mais comuns de saxofone. De registro médio-agudo, tem a tessitura próxima à da viola. É afinado em E♭.
- Saxofone tenor - Também é um instrumento muito comum. Tem registro médio-grave. Afinado em B♭. Há também os afinados em C (veja C-melody, logo abaixo).
- Saxofone barítono - É o integrante mais grave do quarteto de saxofones clássico. Afinado em E♭. É comum encontrar barítonos com uma nota a mais para o grave (A grave, que soa C), recurso raramente encontrado em saxofones mais agudos. Alguns modelos específicos podem contar com o recurso para G grave (que soa B♭).
- Saxofone baixo - Muito utilizado em bandas sinfônicas e em grandes conjuntos de saxofones. É afinado em B♭. Também pode contar com recurso do A grave (que soa G). Alguns modelos específicos podem contar com o recurso para G grave (que soa A grave), sendo chamado popularmente de Super Baixo. Existem ainda modelos supercompactos chamados de Barítono em B♭.
- Saxofone contrabaixo - É o segundo membro mais grave da família original do saxofone. Normalmente, também conta com recurso para o A grave (que soa C). Seu som é uma oitava abaixo do Saxofone Barítono. É afinado em E♭.

O projeto original de Adolphe Sax previa um instrumento ainda mais grave que o saxofone contrabaixo, o subcontrabaixo, entretanto, esse instrumento não chegou a ser produzido. No entanto, em setembro de 2012 a Benedikt Eppelsheim, de Munique, fez o primeiro saxofone subcontrabaixo em tamanho originalmente proposto com 2 metros e 25 centímetros de altura. Em julho de 2013, a companhia brasileira J'Elle Stainer, que já havia tentado a montagem de um em 2010, todavia, este era compacto, construiu um com 2 metros e 80 centímetros. O subcontrabaixo faz agora, parte da família de Banda militar dos saxofones.
Além desses, há outros instrumentos, desenvolvidos posteriormente:
- Saxofone Sopraníssimo ou "soprillo", instrumento em Si♭, uma oitava acima do saxofone soprano, sendo assim, o mais agudo fabricado;
- Soprano em C (não transpositor). Faz parte da família orquestral;
- Soprano semi-curvo (reto, com todel curvo e campânula virada para a frente, comumente conhecido como saxello);
- Saxofone Mezzo-soprano, também conhecido como Alto em fá. Faz parte da família orquestral
- Saxofone C melody (transpositor à oitava), também conhecido como Tenor em dó. Faz parte da família orquestral;
- Barítono em F;
- Saxofone Contralto;
- Baixo em C (transpositor à 15ª);
- Contrabaixo, em F;
- Tubax - Instrumento alemão desenvolvido a partir do saxofone, mas com calibre mais fino, o que facilita a emissão dos graves. Há versões em E♭ (mesma extensão do saxofone contrabaixo) e em Si♭ (chamado de subcontrabaixo).

## A boquilha

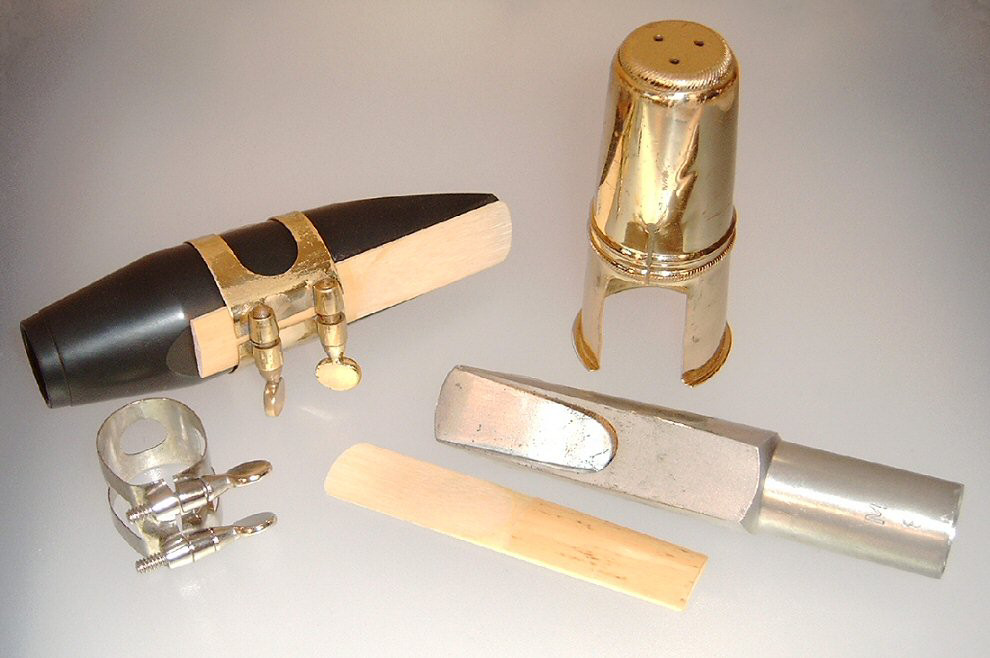
Duas boquilhas para sax tenor.

A boquilha é a peça que se encaixa na extremidade mais fina do saxofone e na qual é fixada a palheta. Seu funcionamento é semelhante ao de um apito, que gera as vibrações que irão percorrer o corpo do instrumento. As boquilhas podem ser fabricadas em diversos materiais: massa plástica, metais, acrílico, madeira, vidro e até mesmo osso, contudo as de massa plástica e de metais são as mais utilizadas.
O formato das boquilhas também pode variar, tanto externamente quanto internamente. Alterações nos formatos implicam alterações significativas do som produzido, e devido a este fato, a escolha da boquilha é uma decisão muito pessoal para cada saxofonista. Não existe um padrão entre as fábricas e cada fabricante produz, geralmente, boquilhas com várias aberturas.
Grosso modo, duas medidas internas são definidas: a altura da abertura e a sua profundidade. Quanto maior for a abertura e menor a profundidade, mais estridente será o som produzido, já o contrário resulta num som abafado e pequeno.[carece de fontes?]

## A palheta

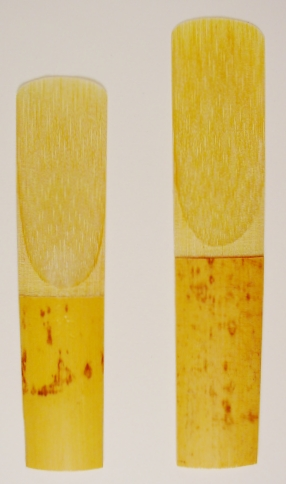
Palhetas para sax alto e sax tenor, respectivamente

A palheta está para o saxofone assim como a corda está para os instrumentos de corda. Ela é a responsável pela emissão do som pelo instrumento. Ao soprarmos a boquilha, é gerada uma coluna de ar que faz vibrar a palheta, produzindo o som.
As palhetas são fabricadas com madeira, geralmente cana ou bambu, porém existe palhetas sintéticas, como a Fibracell, feita de um material de fibra e a Légere e Bari, confeccionada em acrílico. Existem numerações para determinar o nível de dureza e de resistência à envergadura de uma palheta, mas esta numeração não é padronizada, varia de fabricante para fabricante. Quanto mais dura é a palheta, maior é o esforço para a emissão da nota, contudo menor é o esforço para manter o controle da afinação.

## Fabricantes
Os mais conhecidos fabricantes de saxofones no mundo são Buffet Crampon, Julius Keilwerth, Leblanc (Vito), Jupiter (Habro), Selmer , Conn, Cannonball, King, Buescher, Martin, Yamaha, e Yanagisawa. Já dentre os fabricantes de boquilhas estão Selmer, Claude Lackey, Rico, Dukoff, Yanagisawa, Meyer, ARB, Otto Link, Meyer, Beechler, Bari, Vandoren e Ton Krisley. Os principais fabricantes de palhetas são Vandoren, Rico, Fibracell, Platicôver, Gonzales e Rigotti.
Um dos fabricantes de saxofones mais respeitados pelos saxofonistas é a companhia francesa Selmer Company, que conquistou a preferência de grandes saxofonistas como John Coltrane - que celebrizou o tenor modelo Mark VI - e Coleman Hawkins. Também há modelos famosos, como os da Conn: New Wonder, Lady Face, NAked LAdy; da King: Super20 e King Zephyr; da Buescher: Big B e Top Hat and Cane.
Dos fabricantes orientais, os destaques são Yanagisawa e Yamaha. Atualmente, diversos fabricantes chineses fabricam saxofones de qualidade inferior aos demais e que tem um tempo de vida muito curto, além disso, sua qualidade sonora pode variar muito de um exemplar para outro e também ao longo do tempo.